# Нимме (Ляене-Сааре)
Ни́мме (ест. Nõmme küla) — село в Естонії, у волості Ляене-Сааре повіту Сааремаа.

## Населення
Чисельність населення на 31 грудня 2011 року становила 13 осіб.

## Географія
Дістатися села можна автошляхом 118 (Симера — Кярла — Удувере), повертаючи на північ біля села Азукюла.

## Історія
До 12 грудня 2014 року село входило до складу волості Каарма.

## Пам'ятки природи
Поблизу села розташовується заказник Каарма (Kaarma hoiuala), який має VI категорію МСОП. Площа заказника — 72 га.